# Matratzenkartell
Als Matratzenkartell wurden vertikale Preisabsprachen mehrerer Hersteller von Bettmatratzen in den Jahren 2005 bis 2009 bezeichnet. Gemäß der Definition des Begriffs handelt es sich bei „echten“ Wirtschaftskartellen um horizontale Absprachen zwischen Mitbewerbern. Dagegen werden vertikale Preisabsprachen auch als unechte Kartellform bezeichnet, weil es dabei gerade nicht um horizontale Absprachen, sondern um die Preisbindung von Einzelhändlern beim Vertrieb der Produkte einzelner Hersteller geht.

## Hintergrund
Seit Jahren ließen sich im bundesdeutschen Bettmatratzenmarkt hohe Margen feststellen. Branchenkenner gehen von bis zu 300 Prozent aus. Eine Matratze, die ein Händler für 100 EUR (ohne Mehrwertsteuer) einkauft, wird dem Endkunden für 399 EUR einschließlich Mehrwertsteuer angeboten. Branchenintern wurde von der sogenannten „300er-Regel“ gesprochen.
Am deutschen Bettmatratzenmarkt mit seinen 1,5 Milliarden Jahresumsatz hatten im Jahr 2011 laut dem Fachverband Matratzen-Industrie etwa 40 Hersteller eine wesentliche Bedeutung. In der Branche wurden zudem Vermutungen geäußert, dass der Einfluss der wenigen zentralen Einkaufsverbände gewaltig sei. Allerdings sind in den Einkaufsverbänden im Wesentlichen viele ganz kleine Händler organisiert. Der Großteil der Matratzen in Deutschland wird von großen unabhängigen Handelsketten und Möbelhäusern bzw. Onlinehändlern angeboten und verkauft.

## Umfang und Ermittlungen
Aufgrund brancheninterner Hinweise ging das Bundeskartellamt illegalen Praktiken bei deutschen Herstellern nach und ermittelte gegen insgesamt acht Unternehmen, darunter fünf Hersteller, zwei Einkaufsverbände und einen Online-Händler. 2011 kam es zu Durchsuchungen in den Räumen von Produzenten und Händlern, darunter die Hersteller Malie Mecklenburgisches Matratzenwerk GmbH, Fey & Co und Tempur-Pedic. Die Firmen sollen im Preiskampf zwischen neuen Internetanbietern und klassischen Fachhändlern jahrelang Druck auf Onlinehändler ausgeübt haben, damit diese die durch die Hersteller ausgesprochenen Preisempfehlungen nicht unterbieten. Die Disziplinierung unwilliger Händler erfolgte angeblich über konstruierte Lieferengpässe, „und zwar so lang, bis sie sich dem Preisdiktat beugen“.

## Ergebnis der Ermittlungen
Das Bundeskartellamt verhängte im Rahmen seiner Ermittlungen gegen drei Hersteller Bußgelder wegen vertikaler Preisabsprachen. „Anhaltspunkte für wettbewerbswidrige horizontale Absprachen zwischen den Herstellern von Matratzen haben die Ermittlungen nicht ergeben.“
Im August 2014 kam es zu einer Einigung mit dem kooperierenden Hersteller Recticel Schlafkomfort GmbH. Die Ermittlungen wurden gegen die Zahlung einer Geldbuße von 8,2 Millionen Euro eingestellt. Im Februar 2015 folgte ein Bußgeld in Höhe von 3,3 Millionen Euro gegen die Metzeler Schaum GmbH. Mit der Verhängung eines dritten Bußgeldes in Höhe von 15,5 Millionen Euro gegen die Tempur Deutschland GmbH im Oktober 2015 wurde das Verfahren abgeschlossen. „Nach Auswertung der Beweismittel wurden die Verfahren gegen zwei weitere Hersteller, zwei Einkaufsverbände sowie einen Online-Händler aus Ermessensgründen eingestellt.“